# Helina obscurata
Helina obscurata är en tvåvingeart som först beskrevs av Johann Wilhelm Meigen 1826.  Helina obscurata ingår i släktet Helina och familjen husflugor. Arten är reproducerande i Sverige. Inga underarter finns listade i Catalogue of Life.

## Bildgalleri

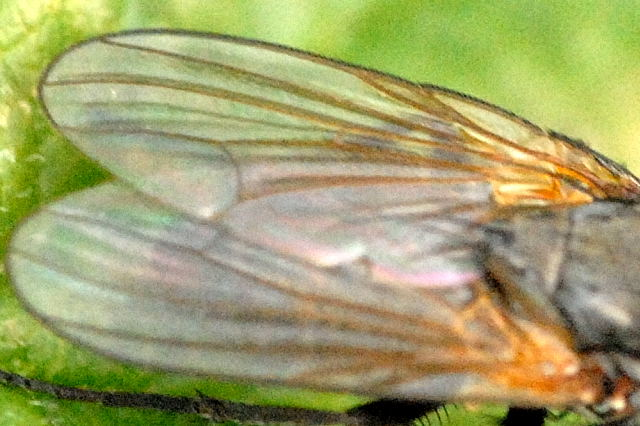